# Municipalità di Alexandrina
La municipalità di Alexandrina è una Local Government Area che si trova in Australia Meridionale. Essa si estende su una superficie di 1.826,8 chilometri quadrati e ha una popolazione di 23.160 abitanti. La sede del consiglio si trova a Goolwa.